# Симмоэ
Симмоэ (Shinmoedake, 新燃岳) — действующий стратовулкан, один из конусов головного вулкана Кирисима-яма на стыке префектур Миядзаки и Кагосима. Высота 1421 метр. Последнее извержение 1 марта 2018 года. Вулкан Симмоэ был сформирован между 7300 и 25 000 лет назад.

## История извержений
- 1716
- 1717
- 1771
- 1822
- 1959
- 1991
- 2008
- 2009
- 2011
- 2017
- 2018

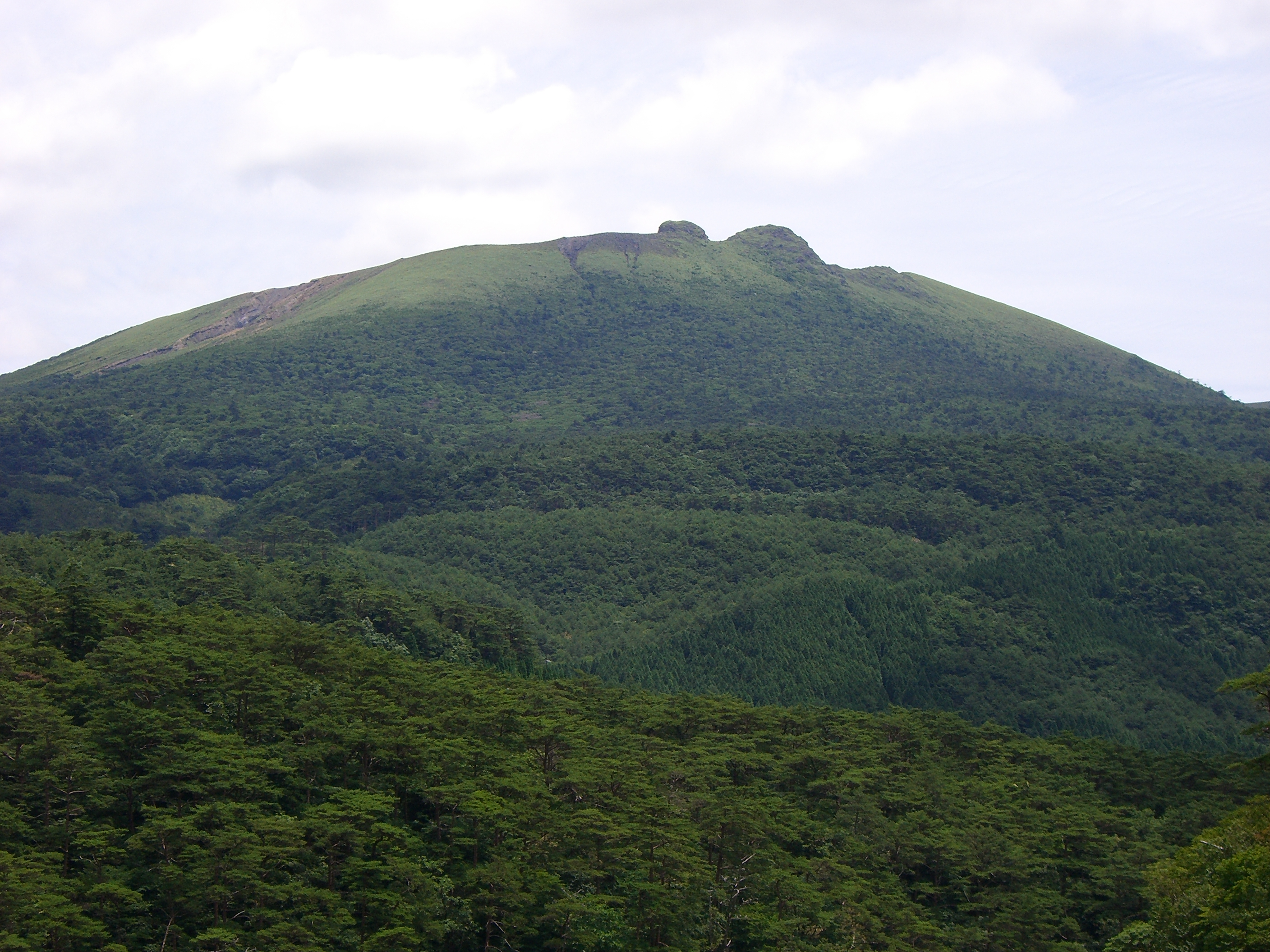
Симмоэ в июле 2008-го.
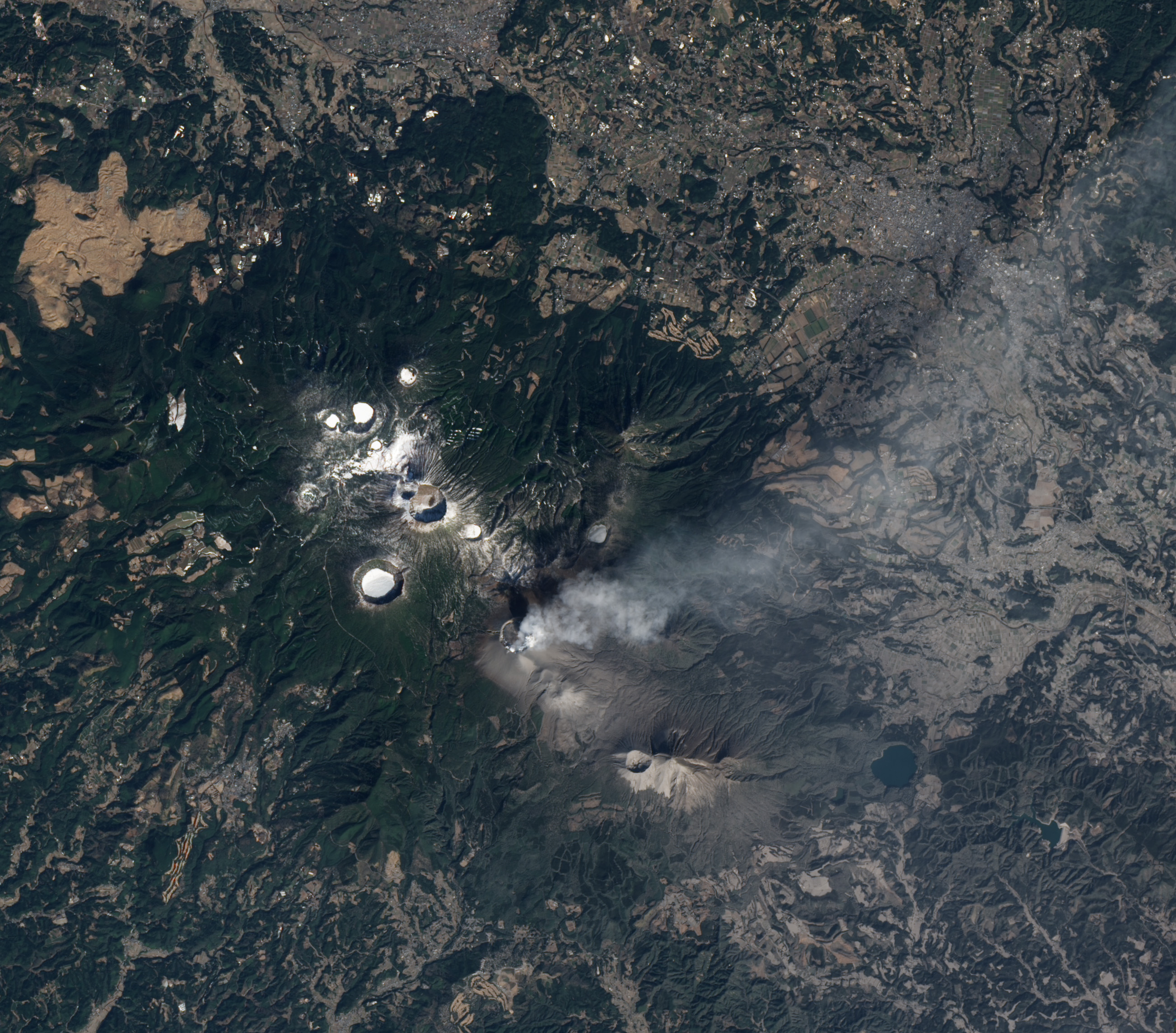
Спутниковая фотография в феврале 2011-го.
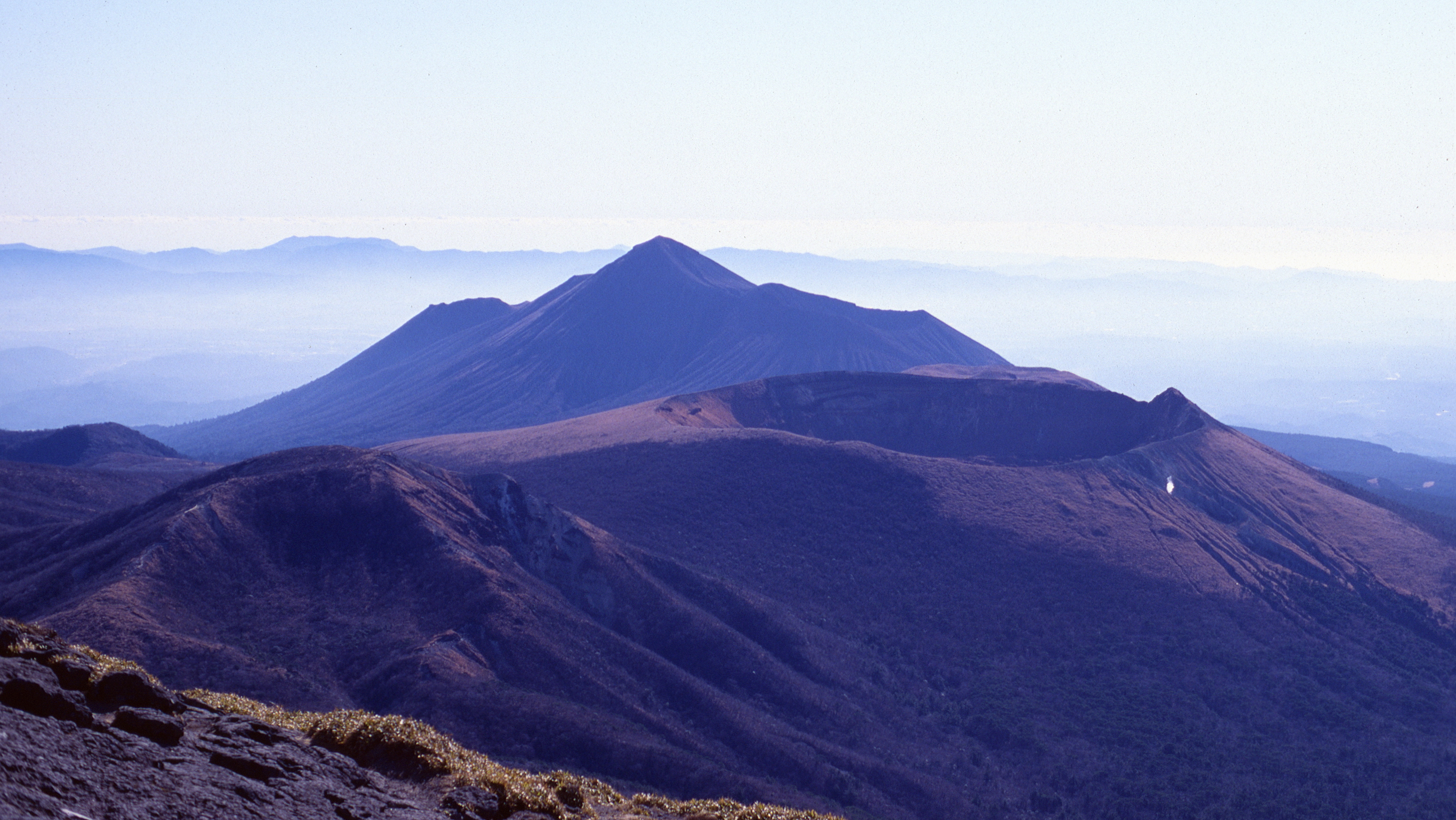
Shinmoedake & Takachihonomine in December 1998.